# Patrick Browne
Patrick Browne foi um médico e naturalista irlandês. Nasceu no Condado de Mayo na República da Irlanda em 1720 e morreu no mesmo condado em 1790.